# Doha Diamond League 2015
Navigation
Édition précédente Édition suivante
Le Meeting de Doha 2015 (en anglais : 2015 Doha Diamond League) se déroule le 15 mai 2015 au Qatar SC Stadium de Doha, au Qatar. Il s'agit de la première étape de la Ligue de diamant 2015.

## Faits marquants
Plusieurs meilleures performances mondiales de l'année sont établies lors de ce premier meeting Ligue de diamant de l'année. Sur 100 m, l'Américain Justin Gatlin l'emporte en 9 s 74, améliorant son record personnel et établissant la meilleure marque de l'année, tandis que sur 200 m, sa compatriote Allyson Felix l'emporte en 21 s 98. 
Au triple saut, deux athlètes, le Cubain Pedro Pablo Pichardo (18,06 m) et l'Américain Christian Taylor (18,04 m), franchissent les 18 m, limite symbolique que seuls trois sauteurs avaient réalisés auparavant (le Britannique Jonathan Edwards 18,29 m, l'Américain Kenny Harrison 18,09 m et le Français Teddy Tamgho 18,04 m). Troisième du concours, le Français Teddy Tamgho se blesse et se rompt le tendon d'Achille. 
Dans l'épreuve du lancer de javelot, le Finlandais Tero Pitkämäki effectue un lancer à 88,62 m, meilleure performance mondiale de l'année. Enfin, sur 100 m haies, l'Américaine Jasmin Stowers bat son record personnel pour couper la ligne en 12 s 35.

## Résultats

### Hommes
| Épreuve           | Vainqueur                                   | Second                                       | Troisième                                  |
| ----------------- | ------------------------------------------- | -------------------------------------------- | ------------------------------------------ |
| 100 m             | Justin Gatlin 9 s 74 (WL,MR,PB)             | Michael Rodgers 9 s 96 (SB)                  | Keston Bledman 10 s 01 (=SB)               |
| 800 m             | Ayanleh Souleiman 1 min 43 s 78 (WL)        | Ferguson Rotich Cheruiyot 1 min 44 s 53 (SB) | Alfred Kipketer 1 min 44 s 59 (SB)         |
| 3 000 m           | Hagos Gebrhiwet 7 min 38 s 08 (WL)          | Mo Farah 7 min 38 s 22 (SB)                  | Thomas Pkemei Longosiwa 7 min 39 s 22 (SB) |
| 400 m haies       | Bershawn Jackson 48 s 09 (WL,MR)            | Javier Culson 48 s 96 (SB)                   | Thomas Barr 48 s 99 (SB)                   |
| Triple saut       | Pedro Pablo Pichardo 18,06 m (WL,DLR,MR,NR) | Christian Taylor 18,04 m (PB)                | Teddy Tamgho 17,24 m (SB)                  |
| Saut à la perche  | Konstadinos Filippidis 5,75 m (SB)          | Carlo Paech 5,60 m (PB)                      | German Chiaraviglio 5,60 m                 |
| Lancer du poids   | David Storl 21,51 m (SB)                    | Reese Hoffa 21,30 m (SB)                     | Ryan Whiting 21,06 m                       |
| Lancer du javelot | Tero Pitkämäki 88,62 m (WL)                 | Antti Ruuskanen 86,61 m (SB)                 | Vitezslav Vesely 83,67 m (SB)              |

### Femmes
| Épreuve          | Vainqueur                               | Seconde                         | Troisième                            |
| ---------------- | --------------------------------------- | ------------------------------- | ------------------------------------ |
| 200 m            | Allyson Felix 21 s 98 (WL,=DLR,MR)      | Murielle Ahouré 22 s 29 (SB)    | Anthonique Strachan 22 s 69 (SB)     |
| 400 m            | Francena McCorory 50 s 21               | Sanya Richards-Ross 50 s 79     | Stephenie-Ann McPherson 50 s 93 (SB) |
| 1 500 m          | Dawit Seyaum 4 min 00 s 96 (WL)         | Sifan Hassan 4 min 01 s 40      | Senbere Teferi 4 min 08 s 86 (PB)    |
| 100 m haies      | Jasmin Stowers 12 s 35 (WL,DLR,MR,PB)   | Sharika Nelvis 12 s 54 (PB)     | Tiffany Porter 12 s 65               |
| 3 000 m steeple  | Virginia Nyambura 9 min 21 s 51 (WL,PB) | Hiwot Ayalew 9 min 21 s 54 (SB) | Hyvin Kiyeng 9 min 22 s 11 (SB)      |
| Saut en longueur | Tianna Bartoletta 6,99 m (WL)           | Shara Proctor 6,95 m (=NR)      | Christabel Nettey 6,93 m             |
| Saut en hauteur  | Airinė Palšytė 1,94 m (SB)              | Irina Gordeeva 1,94 m (SB)      | Isobel Pooley 1,91 m (SB)            |
| Lancer du disque | Sandra Perkovic 68,10 m                 | Nadine Müller 65,13 m           | Dani Samuels 64,45 m                 |

## Légende
Records et Performances
- AR : Record continental (area record)
- CR : Record des championnats (championship record)
- MR : Record du meeting (meet record)
- NR : Record national (national record)
- OR : Record olympique (olympic record)
- PR : Record paralympique (paralympic record)
- PB : Record personnel (personal best)
- SB : Meilleure performance personnelle de la saison (season's best)
- WL : Meilleure performance mondiale de l'année (world leader)
- WJR : Record du monde junior (world junior record)
- WR : Record du monde (world record)

Circonstances et Conditions
- DNF : N'a pas terminé (did not finish)
- DNS : N'a pas pris le départ (did not start)
- DQ : Disqualification (disqualification)
- NM : Aucun essai valable enregistré (No Mark)
- Q : Qualifié « directement » au prochain tour (ou à la prochaine compétition), lors d'une compétition majeure, grâce au classement ou à la réalisation des minima (automatic qualifier)
- q : Qualifié au prochain tour (ou à la prochaine compétition), lors d'une compétition majeure, grâce au repêchage ou à la réalisation de l'une des meilleures performances parmi celles des « non qualifiés directement » (grâce au meilleur temps ou à la meilleure distance par exemple) (secondary qualifier)